# 亞東雅非洲脂鯉
亞東雅非洲脂鯉又名加彭雅非洲脂鯉，為輻鰭魚綱脂鯉目非洲脂鯉科的其一種。

## 分布
本魚分布於非洲象牙海岸、迦納及賴比瑞亞的溪流。

## 特徵
本魚體修長，眼大，體半透明，底色為黃褐色並有十二個褐色斑點。雌、雄魚的臀鰭、背鰭和尾鰭上都有美麗的黑條紋。雄性有圓形的肛門，雌性有尖的臀鰭。臀棘2枚；臀鰭軟條9至10枚，體長可達2.1公分。

## 生態
本魚棲息在淡水溪流中，性情溫和，喜群游，屬雜食性。

## 經濟利用
為高經濟價值得觀賞魚，在軟性水質和水草茂密的魚缸中，極易繁殖，會產下少量對光線敏感的魚卵。